# Куннас, Кирси
Кирси Марьятта Куннас-Сюрья (фин. Kirsi Marjatta Kunnas-Syrjä; 14 декабря 1924[…], Хельсинки — 8 ноября 2021, Юлёярви, Западная и Центральная Финляндия) — финская детская писательница, поэт, переводчик, награждённая высшей государственной наградой Финляндии для деятелей искусств — медалью «Pro Finlandia» (1973).  Ее книги переведены на шведский, английский, немецкий, французский, венгерский, эстонский и польский языки. За свою жизнь она получила несколько наград в Финляндии.

## Биография
Кирси Марьятта Куннас-Сюрья родилась в 1924 году в семье художников Вяйнё Куннаса и Сильви Куннас.

### Личная жизнь
В 1957 году вышла замуж за писателя Яакко Сюрья (1926—2022). Их сыновья, Микко и Марти, стали музыкантами.

## Творчество
Книга писательницы «Tiitiäisen satupuu» («Сказочное дерево Гномика») была написана в 1956 году и переиздавалась 42 раза.
Куннас переводила на финский язык многих иностранных писателей, в том числе Ивана Крылова и Корнея Чуковского. В её биографии (Kirsi Kunnas — Sateessa ja tuulessa) писательница призналась, что не знала русского языка и облекала в стихотворную форму подстрочник, выполненный с русского. Первыми её переводами стали повести в стихах Чуковского — «Бармалей» и «Тараканище». Для переводов басней Крылова Куннас создала специальную систему: она выучила кириллицу для того, чтобы рифмы автора можно было разбирать как по нотам.

## Библиография

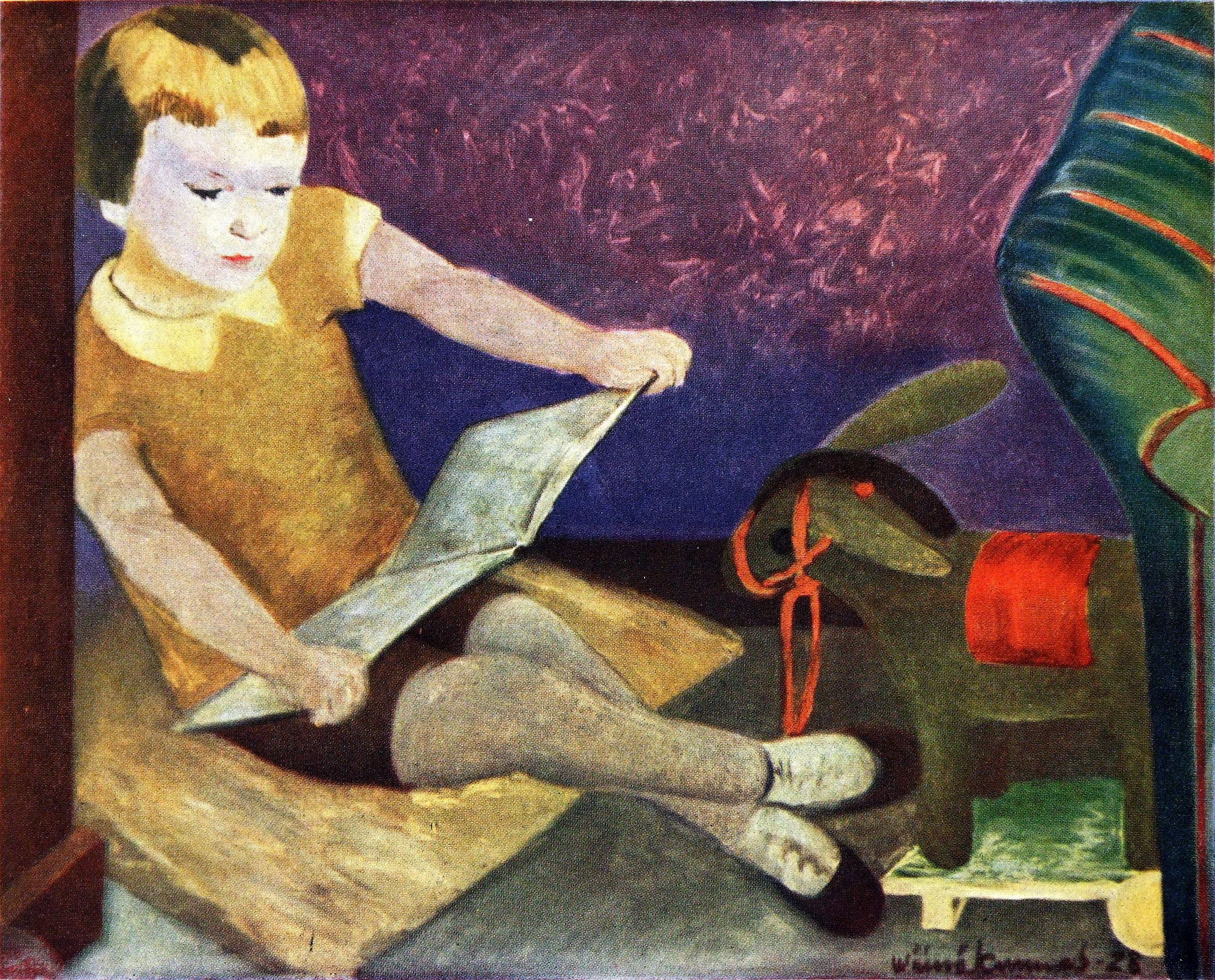
Кирси на картине своего отца. 1928